# Порга
По́рга — река в России, протекает в Антроповском районе Костромской области. Устье реки находится в 125 км по правому берегу реки Нёмды. Длина реки составляет 10 км.
Река берёт начало в деревне Брюховицино в 27 км к юго-западу от посёлка Антропово. Река течёт на восток, затем на северо-восток, протекает деревню Неверово. Впадает в Нёмду севернее деревни Сухотино.

## Данные водного реестра
По данным государственного водного реестра России относится к Верхневолжскому бассейновому округу, водохозяйственный участок реки — Волга от города Кострома до Горьковского гидроузла (Горьковское водохранилище), без реки Унжа, речной подбассейн реки — Волга ниже Рыбинского водохранилища до впадения Оки. Речной бассейн реки — (Верхняя) Волга до Куйбышевского водохранилища (без бассейна Оки).
По данным геоинформационной системы водохозяйственного районирования территории РФ, подготовленной Федеральным агентством водных ресурсов:
- Код водного объекта в государственном водном реестре — 08010300412110000013995
- Код по гидрологической изученности (ГИ) — 110001399
- Код бассейна — 08.01.03.004
- Номер тома по ГИ — 10
- Выпуск по ГИ — 0